# Damaraland
Il Damaraland è una regione arida e montuosa della Namibia centro-settentrionale, che prende il nome dal popolo Damara che la abita. Il Damaraland è situato fra l'Ovamboland a nord, il deserto del Namib a ovest, il deserto del Kalahari a est e il distretto di Windhoek a sud. Nella zona predominano le arenarie, di colore rossastro, e datate dai geologi a oltre 150 milioni di anni fa. Da un punto di vista amministrativo, l'odierno Damaraland appartiene alla regione del Kunene.

## Storia

### Periodo coloniale
Il Damaraland era noto come regione già durante il periodo coloniale tedesco, prendendo il proprio nome dal popolo Damara, anche se una buona percentuale della popolazione era invece di etnia Herero o ottentotta a seguito di migrazioni occorse tra il tardo XVIII secolo e il primo XIX secolo.
Le popolazioni originale del Damaraland, dato il clima arido, erano cacciatori-raccoglitori oppure pastori nomadi. La rapace colonizzazione europea indusse tuttavia la maggior parte dei locali a cambiare stile di vita, adattandosi all'allevamento stanziale nelle poche terre non espropriate dai coloni tedeschi prima e inglesi o sudafricani poi.

### Il bantustan
Negli anni ottanta (in realtà l'idea era accarezzata fin dagli anni sessanta), durante il periodo dell'apartheid, il Damaraland fu uno dei bantustan costituiti dal governo sudafricano, anche se comprendente solo la parte più occidentale della regione chiamata "Damaraland". Il bantustan si rivelò tuttavia fallimentare e fu abolito nel 1989 insieme alle altre istituzioni analoghe, all'inizio del processo di transizione verso l'indipendenza della Namibia dal Sudafrica.